# Tapellariopsis
Tapellariopsis is een monotypisch geslacht van korstmossen behorend tot de familie Byssolomataceae. Het bevat alleen de soort Tapellariopsis octomera.